# Los espías de Varsovia (novela)
Los espías de Varsovia es una novela de Alan Furst, fue publicada en 2008 y en España por la editorial Seix Barral.

## Argumento inicial
La historia comienza en octubre de 1937 y acaba en mayo de 1938, justo antes de que la invasión de Polonia por parte de la Alemania nazi desencadene la Segunda Guerra Mundial. El coronel francés Jean-Francois Mercier recibe el encargo de trasladarse a Varsovia para vigilar la actividad alemana en la ciudad.

## Adaptación
La novela fue adaptada para la televisión en 2013, con el título de Spies of Warsaw, una coproducción de TVP1, BBC Four, BBC America, y ARTE. protagonizada por el actor escocés David Tennant como el coronel Jean-François Mercier y Janet Montgomery como su pareja, Anna Skarbek. La miniserie de dos capítulos tuvo críticas positivas en el Reino Unido, especialmente por el guion y la actuación.
Como en la mayoría de novelas de Alan Furst, el ficiticion restaurente parisino Brasserie Heininger sirve como lugar de encuentro en una de las escenas.